# Tau1 Hydrae
Pour les articles homonymes, voir Tau Hydrae.
Désignations
τ1 Hya A : BD-02°2901, SAO 136895

Tau1 Hydrae (en abrégé τ1 Hya) est une étoile triple de la constellation de l'Hydre. Elle est visible à l'œil nu avec une magnitude apparente combinée de 4,59. D'après la mesure de leurs parallaxes annuelles par le satellite Gaia, les étoiles du système sont situées à environ ∼ 59 a.l. (∼ 18,1 pc) de la Terre. Elles s'éloignent du Système solaire à une vitesse radiale de +11 à +12 km/s.
La paire intérieure du système, désignée Tau1 Hydrae A, forme une binaire spectroscopique à raies simples avec une période orbitale d'environ 2 807 jours (7,7 ans) et avec une excentricité de 0,33. Sa composante visible est une étoile jaune-blanc de la séquence principale de type spectral F6 V et de magnitude 4,60. Durant les années 1990, on pensait qu'il s'agissait d'une étoile variable de type Gamma Doradus, mais cela a été rejeté par la suite car elle ne montre pas de variabilité photométrique à court terme. L'étoile montre cependant une certaine variabilité à long terme, qui est possiblement le résultat d'un cycle d'activité magnétique similaire au cycle solaire.
La troisième étoile, Tau1 Hydrae B, est une naine orange de type K0 et de magnitude 7,15. Elle est située à une séparation de 1 120 ua de l'étoile primaire. En 2016, Tau1 Hydrae B était positionnée à une distance angulaire de 65,7 secondes d'arc et à un angle de position de 4° de la composante primaire.